# ラフィー (DD-724)
ラフィー (USS Laffey , DD-724) は、アメリカ海軍の駆逐艦。アレン・M・サムナー級。艦名は南北戦争での活躍から名誉勲章を受章したアメリカ海軍水兵バートレット・ラフィーに因む。「ラフィー」の名を持つ艦としては、1942年11月13日の第三次ソロモン海戦で奮戦の後に沈没したベンソン級駆逐艦「ラフィー (DD-459)」に続き二代目。
「ラフィー」は第二次世界大戦中のノルマンディー上陸作戦や沖縄の戦いにおいて、苛烈な砲爆撃と神風特別攻撃隊による攻撃を生き延びたことから「不死身の船」（The Ship That Would Not Die）と綽名された。「ラフィー」は現在、サウスカロライナ州チャールストン近郊のパトリオッツ・ポイントで博物館船として保存されており、アメリカ合衆国国定歴史建造物とアメリカ合衆国国家歴史登録財に指定されている。

## 艦歴
「ラフィー」は1943年6月28日にメイン州バスのバス鉄工所で起工、同年11月21日に名前の元であるバートレット・ラフィーの娘ビートライス・F・ラフィー夫人の手によって進水した。その後「ラフィー」は1944年2月8日にフレデリック・J・ベクトン中佐の指揮下で就役した。

### ノルマンディー上陸作戦
錬成訓練完了後、「ラフィー」はワシントン海軍工廠を訪問する。それから1944年2月28日にバミューダへ向け出港し3月4日に到着した。練習艦任務に就くために短期間ノーフォーク海軍基地に戻った後、5月14日にイギリスへ向かう船団を護衛するためニューヨークに向かう。スコットランドのグリーノックで給油後、「ラフィー」は5月27日にイングランドのプリマスへ到着した。
「ラフィー」はすぐにノルマンディー上陸作戦への参加準備を行う。6月3日、「ラフィー」は曳船、上陸用艦艇、オランダ海軍のフローレス級砲艦2隻からなる船団を護衛してノルマンディーを目指した。船団は1944年6月6日（D-Day）の夜明けにセーヌ湾のユタ・ビーチ沖へ到着した。「ラフィー」は周辺海域を警戒し、6月8日から9日にかけて敵砲台を砲撃し成果を挙げた。一時的に現場を離れた後、「ラフィー」は急いでプリマスへ向かい補給を行うと翌日にはノルマンディー沿岸へ取って返した。6月12日、「ラフィー」は駆逐艦「ネルソン」に雷撃を行った敵のSボート部隊を追跡し、強固な陣形を突き崩してさらなる攻撃を防いだ。
警戒任務完了後、「ラフィー」は戦艦「ネバダ」と共にイギリスへ戻り6月22日にポーツマスへ到着、続いてシェルブールの戦いに参加した。6月25日、「ラフィー」は「ネバダ」と共にシェルブール＝オクトヴィルの強固な防御陣地を砲撃する第2砲撃グループ（Bombardment Group 2）に加わるため出撃した。砲撃地域に到着後、砲撃グループは沿岸砲台からの反撃を受けた。駆逐艦「バートン」と「オブライエン」が被弾し、「ラフィー」にも海面で跳弾となった砲弾が水線上に直撃したが、幸運にも不発であったため被害はほとんどなかった。
その日遅く、砲撃グループは後退し北アイルランドに向かい7月1日にベルファストに到着した。3日後、「ラフィー」は第119駆逐隊（Destroyer Division 119, DesDiv 119）と共にボストンへ出港し7月9日に到着した。一か月のオーバーホールを終えた後、「ラフィー」に搭載された新型電子兵装の試験を実施、二週間後にノーフォークへ向かった「ラフィー」は8月25日に到着する。

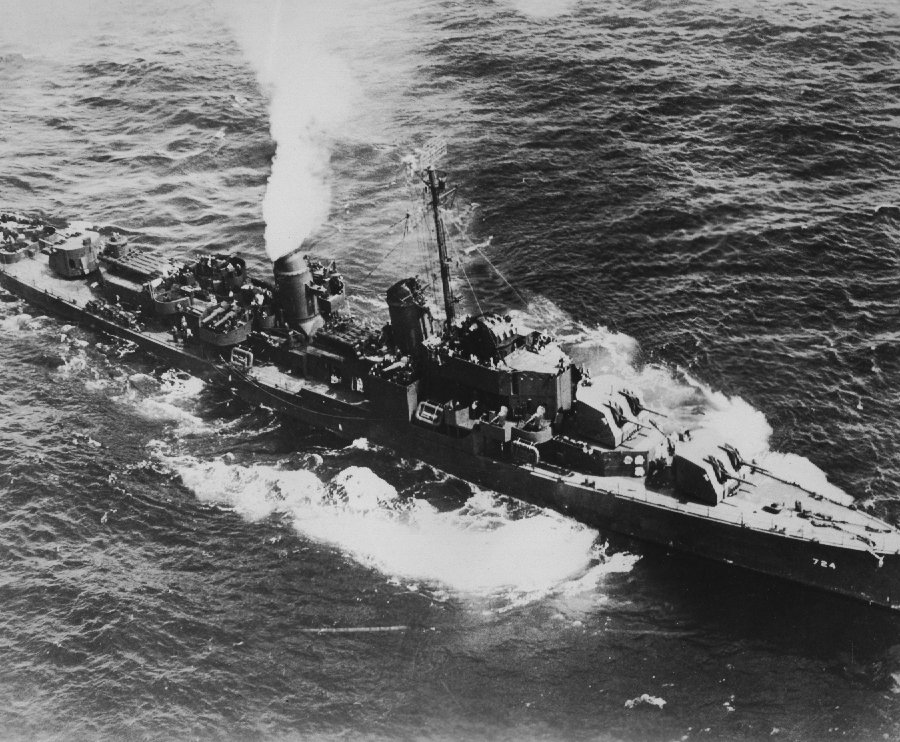
第二次世界大戦中の「ラフィー」。

### レイテの戦い
翌日出港した「ラフィー」はパナマ運河とカリフォルニア州サン・ディエゴを経由し、9月に真珠湾に到着。大規模な訓練の後、「ラフィー」は10月23日に戦闘海域へ向かい、エニウェトク環礁経由で11月5日ウルシー環礁の泊地に停泊した。同日、「ラフィー」は第38任務部隊（Task Force 38, TF 38）の護衛に参加し、それからフィリピンの日本軍艦艇、航空機、飛行場に対する空襲を支援した。11月1日、「ラフィー」は一本の落下傘が降りてくるのを発見し、護衛配置を離れて重傷を負った日本軍のパイロットを救助した。翌日、給油活動に合わせてパイロットの身柄は空母「エンタープライズ」に移された。「ラフィー」は11月22日にウルシー環礁へ戻り、11月27日に第60駆逐戦隊（Destroyer Squadron 60, DesRon 60）と共にレイテ湾へ向かった。第7艦隊の大型艦艇への対空・対潜護衛任務を行いつつ、「ラフィー」は12月7日にオルモック湾への上陸を援護し、沿岸砲台を沈黙させ集結中の敵部隊に砲撃を行った。
12月8日にレイテ島サン・ペドロ湾での短期間の修繕の後、「ラフィー」を含む第77.3近接支援群（Close Support Group 77.3）は12月12日にミンドロ島へ向け出撃、12月5日から島への上陸作戦を支援した。橋頭堡が確保された後、「ラフィー」はレイテ島へ戻る空荷となった揚陸艦艇を護衛し、12月17日にサン・ペドロ湾へ到着した。10日後、「ラフィー」はミンドロ島周辺海域の警戒のために第77.3任務群（Task Group 77.3, TG 77.3）に加わる。一時的にサン・ペドロ湾へ戻った後、「ラフィー」は第7艦隊に再加入し、1945年1月中をルソン島リンガエン湾に上陸する部隊と揚陸艦艇の護衛を行って過ごした。カロリン諸島へ退いた「ラフィー」は1月27日にウルシー環礁へ到着、2月には東京への陽動爆撃と硫黄島で戦う海兵隊への直接支援爆撃を行う第58任務部隊（Task Force 58, TF 58）を支援した。同月下旬、「ラフィー」は重要な諜報情報をグアム島にいるチェスター・ニミッツ元帥の元へ運び3月1日に到着した。

### 沖縄の戦い
翌日、「ラフィー」は第54任務部隊（Task Force 54, TF 54）の戦艦と共に徹底的な訓練を行うためウルシー環礁に到着、3月21日に沖縄の戦いに参加する任務部隊の1隻として出撃する。「ラフィー」は慶良間諸島占領を支援し、沿岸目標の砲撃、夜間の敵に対する攪乱砲撃、主力艦艇の護衛を実施した。
1945年4月16日、「ラフィー」は沖縄沖30マイル（26海里;48km）の第1レーダーピケット・ステーションでレーダーピケット任務に就いた。同日「ラフィー」を含む艦隊は敵の空襲をはねのけて合計13機の撃墜を記録。翌日、日本側は約50機の更なる空襲を仕掛けてきた。
- 午前8時30分、1機の九九式艦上爆撃機が「ラフィー」の近くに偵察に現れた。その九九式艦爆は対空砲火を受けると爆弾を投棄して退避していった。間もなく九九式艦爆4機が出現し、編隊を崩した敵機は「ラフィー」に向かって急降下爆撃を仕掛けてきた。2機は20mm機関砲で破壊され、低空から攻撃を試みた他の2機も海面に突っ込んだ。それからほどなくして、「ラフィー」の砲手の一人は左舷から機銃掃射を行いつつ接近してきた彗星1機を撃墜する。10秒後、今度は「ラフィー」の5インチ主砲が火を噴き、右舷から飛来して爆撃を試みようとしていた2機目の彗星に砲弾を命中させた。その彗星が落とした爆弾は海面に落ち、破片で右舷の砲手たちを負傷させた。火災は応急修理要員によって直ちに消火された。

- 午前8時42分、「ラフィー」はさらに左舷から接近してきた九九式艦爆を撃墜。敵機の機体は「ラフィー」の艦体に直撃することはなかったものの、海に突っ込む直前に甲板を掠め、損傷した発動機からの燃料をばら撒いていった。3分後、新たな九九式艦爆が右舷方向から接近し、「ラフィー」の40mm機関砲座に突入した。これによって3名が死亡、40mm機関砲2基と20mm機関砲数門が破壊され弾庫に火災が発生した。時を同じくして、別の九九式艦爆が艦尾方向から機銃掃射しつつ接近、後部主砲塔に突入する。この敵機の爆弾は装薬庫を誘爆させ、後部主砲塔は破壊され大火災が発生した。同様に接近した別の1機も、「ラフィー」からの反撃で炎上しつつも燃える「ラフィー」の後部主砲塔に突入した。間髪入れず、更なる九九式艦爆が艦尾から接近して爆弾を投下、7名が死亡し舵が取舵26度から動かなくなった。攻撃は止むことなく、新たな九九式艦爆と彗星が右舷に接近しさらに「ラフィー」に爆弾を命中させた。

危機的な状況下で、護衛空母「シャムロック・ベイ」から発艦した4機のFM-2ワイルドキャット戦闘機が、「ラフィー」を狙う特攻機を迎撃した。そのうちの1機のパイロットであったカール・リーマンは、特攻機の編隊に急降下すると1機の九九式艦爆に狙いを定めた。僚機がその敵機を片付けたため、リーマンは別の九九式艦爆の背後に付きこれを撃墜した。10秒後、リーマンは1機の九七式艦上攻撃機を追跡し、パイロットを射殺した。わずか5秒後に、別の九七式艦攻を攻撃したリーマンは、残る弾薬全てをその敵機に撃ち込んだ。弾薬を使い果たしたリーマンは、乗機を特攻機の編隊に突っ込ませて攻撃を妨害すると母艦に帰還した。3機の僚機も数機を撃墜し、弾薬が尽きた後は、燃料不足から「シャムロック・ベイ」に帰還を余儀なくされるまでの間同様に攻撃を妨害し続けていた。リーマンらの任務は12機のF4Uコルセアが引き継いだ。
九九式艦爆1機が機能を喪失している「ラフィー」に左舷方向から接近してきたが、コルセアがその九九式艦爆を追跡し、狙いを誤り「ラフィー」を飛び越えた九九式艦爆を撃墜した。次いで、そのコルセアは左舷方向から「ラフィー」に機銃掃射をしてきた一式戦闘機の背後に追いついた。「ラフィー」の対空砲火がその一式戦闘機を撃ち落としたが、機体はそのまま「ラフィー」のマストに激突すると海面に突っ込んで行った。ところが、追跡していたコルセアもまた誤ってレーダーアンテナに衝突し海に叩きつけられてしまった。だが幸いなことに、コルセアのパイロットは後に上陸支援艇「LCS(L)-51」に救助された。
九九式艦爆が艦尾方向から接近すると爆弾を投下した。これは左舷に至近弾となり、投弾した九九式艦爆はその後コルセアに撃墜された。コルセアは新たな九九式艦爆を追跡し攻撃をかけたが、投下された爆弾は「ラフィー」の40mm機関砲座の一つに命中し、砲員を全滅させた。コルセアは艦首方向から接近してきた2機の一式戦闘機と交戦し1機を撃墜するも、別の1機に撃ち落とされてしまった。残った一式戦闘機はそれから「ラフィー」の対空砲火で撃墜された。右舷方向から接近した九九式艦爆は「ラフィー」の主砲で撃墜され、さらに攻撃をかけてきた彗星1機は上空警戒のコルセアによって撃ち落とされた。
「ラフィー」は実に特攻機5機による突入と4発の爆弾、機銃掃射を受け大破、死者32名・負傷者71名に上る甚大な損傷を負ったにもかかわらず、ついに生き残った。補助通信士官フランク・マンソン大尉がベクトン艦長に総員退艦を考えているかと尋ねたが、ベクトン艦長は怒って言った。
ベクトン艦長には傍で聞いていた見張り員の呟きは聞こえなかった。
当時、あまりに特攻機がレーダーピケット艦を攻撃してくるので、「ラフィー」の乗組員の内1名が「Carriers This Way」（空母はあちら）という意味の矢印を書いた大きな看板を掲げたこともあったが、結局「ラフィー」は特攻を受け大破することになった。

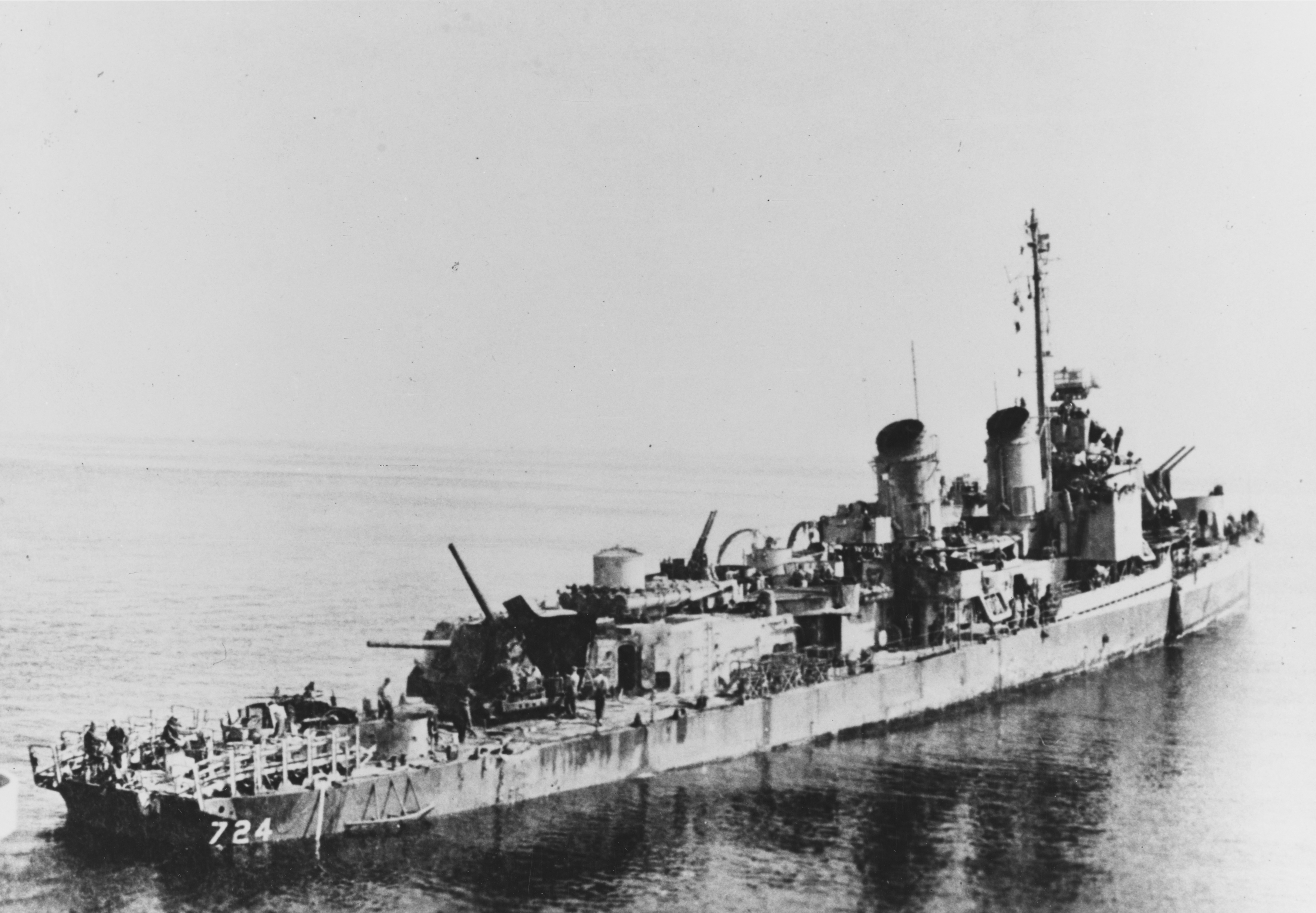
大破した「ラフィー」。1945年4月16日撮影。

特攻機との戦闘における功績で「ラフィー」には殊勲部隊章が授与された。また、艦長ベクトン中佐と戦死したロバート・トムセン少尉に海軍十字章、他の乗員にシルバースター6個、ブロンズスター18個、及び海軍感状1個がそれぞれ授与された。「ラフィー」と共に戦闘を行った「LCS(L)-51」艇長ハウウェル・チッカリング大尉も海軍十字章を授与されている。
戦闘後、損傷した「ラフィー」は曳航され、1945年4月17日に沖縄に到着した。大急ぎで応急修理が行われた後、「ラフィー」はサイパンに向かい4月27日に到着する。4日後、西海岸を目指した「ラフィー」はエニウェトク環礁とハワイを経由しつつ5月24日にワシントン州タコマに到着した。トッド・パシフィック造船所に入渠した「ラフィー」は9月6日まで本格的な修理を実施した 。修理完了後、「ラフィー」はサン・ディエゴへ向かい9月9日に到着した。
10月5日にサン・ディエゴを出た「ラフィー」は10月11日に真珠湾へ着き、1946年5月21日までハワイ近海で活動した。次いで「ラフィー」はビキニ環礁での核実験であるクロスロード作戦に支援艦として参加する。「ラフィー」の除染は「塗装のサンドブラスト処理と水線上及び水線下の再塗装、そして海水配管とエバポレーターの酸洗浄と一部交換」が必要とされた。除染完了後、真珠湾を経由して西海岸での任務のため8月22日にサン・ディエゴに到着した。
1947年2月、「ラフィー」はグアム島とクウェゼリン環礁を巡航した後3月11日にハワイへ到着、以降5月1日にオーストラリアへ向かうまでハワイ近海で活動した。6月17日にサン・ディエゴへ戻った「ラフィー」は、1947年6月30日に退役し太平洋予備役艦隊に編入された。

### 朝鮮戦争
「ラフィー」は1951年1月26日にチャールズ・ホロヴァク中佐（Charles Holovak）の指揮の下で再就役した。サン・ディエゴでの公試後、東海岸に向かった「ラフィー」は1951年1月中旬にキューバのグアンタナモ湾で錬成訓練を行い、2月にはノーフォークでオーバーホールを実施した。1952年1月、「ラフィー」は朝鮮半島へ向かった。3月に到着後、「ラフィー」は第77任務部隊（Task Force 77, TF 77）の空母アンティータムとヴァリー・フォージを護衛した。
5月、艦長ヘンリー・J・コンガー中佐の下で、「ラフィー」は第26駆逐戦隊司令ウィリアム・H・ホワイトサイド大佐の旗艦となった。僚艦「マドックス」と北朝鮮の元山封鎖に参加した「ラフィー」は、4月30日に北朝鮮軍の沿岸砲台と激しい砲戦を交わした。6時間で約420発の砲弾が両艦に撃ち込まれたものの被害はなく、「ラフィー」は1,000発以上の5インチ砲弾を撃ち返した。これは後に朝鮮戦争における最長艦対地砲撃記録とされ、「ラフィー」が2度目の大統領表彰を受けるきっかけとなった。また、艦長コンガー中佐は交戦における戦功でブロンズスターを授与されている。
5月30日に横須賀で短期間の改装を行った後、朝鮮へ戻った「ラフィー」は第77任務部隊に再加入する。6月22日、アメリカ東海岸へ向かった「ラフィー」はスエズ運河を経由して8月19日にノーフォークへ到着した。
「ラフィー」はカリブ海地域で1954年2月までハンターキラーグループと行動を共にし、6月29日までの朝鮮半島展開を含む世界巡航に出発した。「ラフィー」は極東を発ち、スエズ運河経由で8月25日にノーフォークへ着いた。ノーフォークを出てからは艦隊演習と空母のプレーンガードとしての任務に就いたほか、10月7日にはバージニア岬沖で嵐のために沈没したスクーナー「エーブル」（Able）の乗員4名を救助している。

### 冷戦

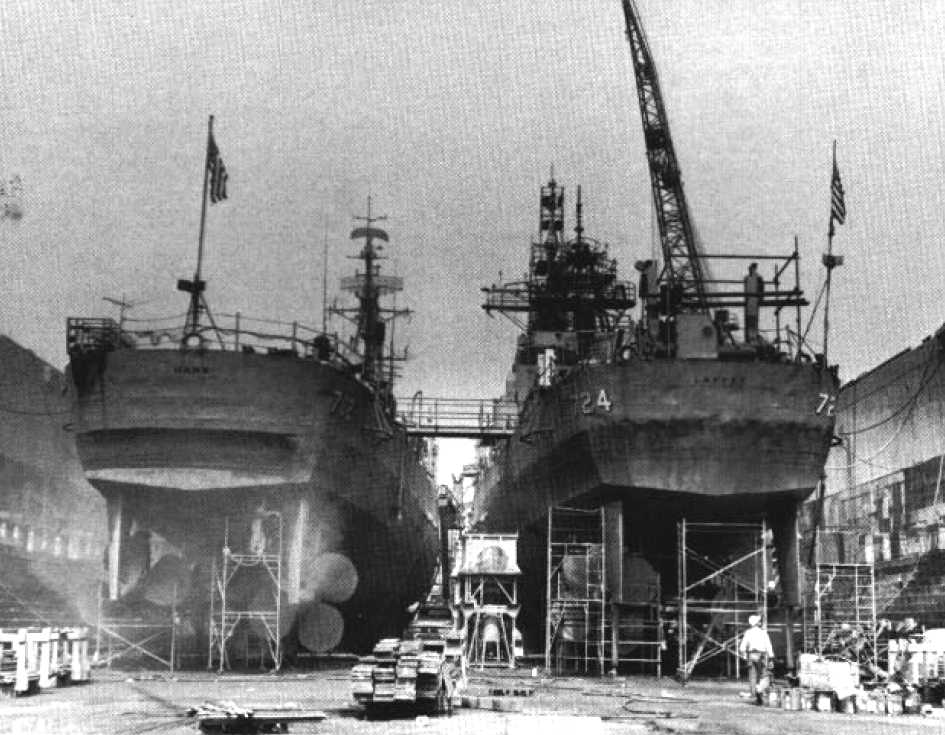
駆逐艦「ハンク」（DD-702）と共に入渠中の「ラフィー」（右）。1968年。

1956年11月7日、「ラフィー」はスエズ危機を受けてノーフォークを発ち地中海に向かった。到着後は第6艦隊に加わり、イスラエル・エジプト領海の境界付近を哨戒した。その後緊張状態は収束したため、1957年2月20日に「ラフィー」はノーフォークに戻り大西洋岸での任務を再開する。9月3日には北大西洋条約機構の演習に参加するためスコットランドに向かった。それから「ラフィー」は地中海で第6艦隊に再加入した。12月22日にノーフォークに帰還し、1958年6月には大規模演習のためカリブ海地域を巡航した。
翌月ノーフォークに戻ると、1959年8月7日に第32駆逐戦隊（Destroyer Squadron 32, DesRon 32）と共に地中海へ展開するまで通常の任務を続けた。「ラフィー」は12月14日にスエズ運河を通過、エリトリアのマッサワで留まった後サウジアラビアのラス・タヌラにあるアラムコの荷役港へ向かい、そこでクリスマスを過ごした。「ラフィー」は1960年1月下旬までペルシャ湾で活動した後、スエズ運河を抜けて帰国の途に就き2月28日にノーフォークへ到着した。「ラフィー」はそれからノーフォーク沖合、そしてカリブ海での巡航を行う。8月中旬、「ラフィー」は北大西洋条約機構の大規模演習に参加した。10月にベルギーのアントワープを訪問して10月20日にノーフォークへ戻ったが、1961年1月には地中海へ向かった。
地中海での展開中、「ラフィー」は遭難したイギリス客船「ダラ」の救援活動に参加している。8月中旬に本国へ向かった「ラフィー」は8月28日に到着した。9月に「ラフィー」の乗員間の協調性を高めることを企図した激しい演習に参加することになり、演習はノーフォーク試験評価派遣隊（Norfolk Test and Evaluation Detachment）に隷属することになる1963年2月まで続いた。
1962年に「ラフィー」はFRAM II改修の対象艦に選ばれ、QH-50 DASH無人対潜ヘリコプター用格納庫やヘリ甲板設置などの近代化改修が行われた。
1963年10月から1964年6月まで、「ラフィー」は東海岸でハンターキラーグループに加わり活動、6月12日からは海軍兵学校生徒の地中海への訓練航海を実施して6月23日にパルマ・デ・マヨルカへ到着した。2日後、「ラフィー」を含む任務部隊は地中海でのソ連海軍の演習監視任務に向かう。それから「ラフィー」はイタリアのナポリ、フランスのテウル＝シュル＝メール、スペインのロタとバレンシアを訪問して9月3日にノーフォークへ戻った。以降もラフィーは第6艦隊と共に地中海の巡航を継続したほか、大西洋やカリブ海で多くの作戦・演習に参加した。
「ラフィー」は1975年3月9日に退役し、同日除籍された。「ラフィー」はアレン・M・サムナー級で一番長く現役を貫いた駆逐艦であった。

## 栄典
「ラフィー」は第二次世界大戦において従軍星章5個と殊勲部隊章、朝鮮戦争で従軍星章2個と大韓民国殊勲部隊章、冷戦中には功労部隊感状をそれぞれ受章した。また展開した3つの戦争・対立全てで「Battle "E"」の称号を与えられている。
「ラフィー」は1983年にアメリカ合衆国国家歴史登録財に、1986年にはアメリカ合衆国国定歴史建造物にそれぞれ指定された。「ラフィー」はまた、アメリカ海軍で運用されたアレン・M・サムナー級駆逐艦で一番長く現役に留まり、激しい特攻機の攻撃を生き延びた強靭な艦であった。

## 保存

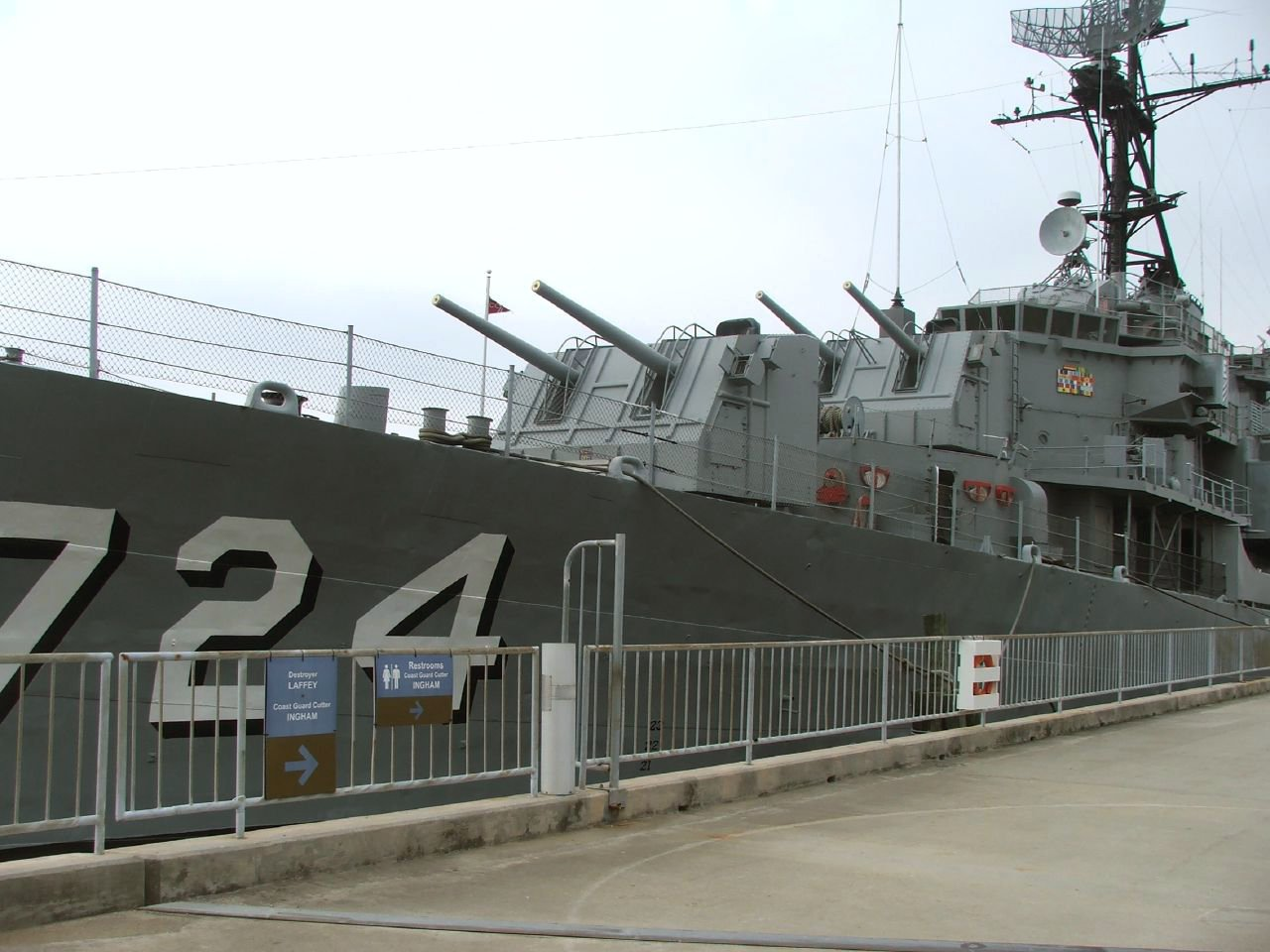
博物館船として保存されているラフィー。2007年。

「ラフィー」は現在サウスカロライナ州マウントプレザントのパトリオッツ・ポイント（Patriots Point）で保存されている。「ラフィー」の傍らにはエセックス級航空母艦「ヨークタウン (CV-10)」と潜水艦「クラマゴア」も同様に保存されている。また、2009年にフロリダ州キーウェストへ移転するまでは沿岸警備隊カッター「インガム」もともに展示されていた。
2008年10月、「ラフィー」の艦体に100ヶ所以上の漏水が発見され、パトリオッツ・ポイントの関係者は「ラフィー」が係留場所で沈没するのではないかという懸念を抱いた。「ラフィー」を修理するため乾ドックへ曳航するには900万ドルが必要と見積もられ、関係者はサウスカロライナ州政府から920万ドルを借りることで費用を確保した。
2009年8月19日、「ラフィー」は修理のためクーパー川河畔にあるノースカロライナ州デチェンス造船所の乾ドックへ曳航された。 腐食した艦体は厚板で被覆された後、数マイルに及ぶ溶接と新たな塗装で修理された。
2010年4月16日、クレムソン大学のトラスト部局はパトリオッツ・ポイントの団体関係者と合意に達し、ノースチャールストンにあるチャールストン海軍工廠跡地のクレムソン大学所有地の傍に「ラフィー」を係船するという契約を結んだ。「ラフィー」は2012年1月25日にパトリオッツ・ポイントに戻り、帰還を喜ぶ群衆と12名以上の元乗員たちに迎えられた。パトリオッツ・ポイントへの帰還と、博物館正面の新たな埠頭へ適合させるための改修には110万ドルが費やされた。元乗員の一人は次のように語った。

## 創作作品への登場
- フィラデルフィア・エクスペリメント（1984年、スチュワート・ラフィル監督） -  都市伝説「フィラデルフィア計画」を題材にしたSF映画で、「ヨークタウン (CV-10)」と共に登場する。「ラフィー」が護衛駆逐艦「エルドリッジ」を演じた。塗装は「ラフィー」のままなので、艦首ハルナンバー「724」が確認できる。

- 2018年5月、メル・ギブソンがラフィーの戦闘を題材にした映画「Destroyer」を監督することが発表された[22]。

- ドッグファイト 〜華麗なる空中戦〜 - シーズン2、第22回「神風」に登場。

- アズールレーン - 艦船擬人化ゲーム。「ラフィーⅡ」（声優：長縄まりあ）として登場。